# Monte della Mandra
Il Monte della Mandra è un rilievo della Repubblica di San Marino. Si trova a sud-est del monte Titano al confine tra i castelli di San Marino, Faetano, Montegiardino e Fiorentino, vicino al rio Cando. Malgrado il nome, è un rilievo collinare di poco superiore a 300 m.